# IC 5089
IC 5089 је спирална галаксија у сазвјежђу Водолија која се налази на листи објеката дубоког неба у Индекс каталогу.
Деклинација објекта је - 3° 51' 44" а ректасцензија 21h 10m 54,4s. Привидна величина (магнитуда) објекта IC 5089 износи 15,2 а фотографска магнитуда 16,0. IC 5089 је још познат и под ознакама NPM1G -04.0559, PGC 1065928.